# Ульф Тіммерманн
Ульф Бела Тіммерманн (нім. Ulf Béla Timmermann; нар. 1 листопада 1962, Східний Берлін, Німецька Демократична Республіка) — німецький легкоатлет, що спеціалізується на штовханні ядра, олімпійський чемпіон 1988 року, чемпіон світу та Європи

## Кар'єра
| Рік                   | Змагання                      | Місто                   | Місце           | Примітки        |                 |
| Представник НДР       | Представник НДР               | Представник НДР         | Представник НДР | Представник НДР | Представник НДР |
| --------------------- | ----------------------------- | ----------------------- | --------------- | --------------- | --------------- |
| 1983                  | Чемпіонат світу               | Гельсінкі, Фінляндія    | 2               | 21.16 м         |                 |
| 1985                  | Чемпіонат Європи в приміщенні | Афіни, Греція           | 2               | 21.44 м         |                 |
| 1986                  | Чемпіонат Європи              | Штутгарт, Німеччина     | 2               | 21.84 м         |                 |
| 1987                  | Чемпіонат Європи в приміщенні | Льєвен, Франція         | 1               | 22.19 м         |                 |
| 1987                  | Чемпіонат світу в приміщенні  | Індіанаполіс, США       | 1               | 22.24 м         |                 |
| 1987                  | Чемпіонат світу               | Рим, Італія             | 5               | 21.35 м         |                 |
| 1988                  | Олімпійські ігри              | Сеул, Південна Корея    | 1               | 22.47 м         |                 |
| 1989                  | Чемпіонат Європи в приміщенні | Гаага, Нідерланди       | 1               | 21.68 м         |                 |
| 1989                  | Чемпіонат світу в приміщенні  | Будапешт, Угорщина      | 1               | 21.75 м         |                 |
| 1990                  | Чемпіонат Європи в приміщенні | Глазго, Велика Британія | 2               | 20.43 м         |                 |
| 1990                  | Чемпіонат Європи              | Спліт, Хорватія         | 1               | 21.32 м         |                 |
| Представник Німеччина |                               |                         |                 |                 |                 |
| 1992                  | Олімпійські ігри              | Барселона, Іспанія      | 4               | 20.49 м         |                 |